# Kabaré (film)
A Kabaré (Cabaret) 1972-ben bemutatott amerikai filmmusical Bob Fosse rendezésében. A film az 1966-os Kabaré című Broadway musical adaptációja, amely Christopher Isherwood Isten veled, Berlin című művét dolgozza fel: középpontban a Weimari köztársaság 1931-es történetével, Adolf Hitler pártja, az NSDAP hatalomra kerülése előtt.
„Az első felnőtt musical”-ként definiálták, és nagy közönségsikert ért el, a kritika bizonyos ellenvetései ellenére. 1995-ben az amerikai Kongresszusi Könyvtár Filmmegőrzési bizottsága a filmet beválasztotta az amerikai nemzeti filmregiszterbe „mint kulturális, történelmi vagy esztétikai értéke miatt örök időkre megőrzésre érdemes alkotást”.
A filmet Magyarországon először 1974. február 28-án magyar felirattal vetítették a mozikban, szinkronizáltan pedig 1987. március 28-án mutatta be a Magyar Televízió.

## Cselekmény
|  | Alább a cselekmény részletei következnek! |

1931: Brian Roberts, a modern nyelvek egyetemi hallgatója a Weimari köztársaság Berlinjébe érkezik angolt tanítani. A félénk és gátlásos fiatalembert a panzióban, ahol szállást talált, lenyűgözi a szomszéd szobában lakó amerikai Sally Bowles, a mulatt showgirl vitalitása, aki a Kit-Kat kabaréban, a homoszexuális értelmiségiek, művészek polgárpukkasztó találkahelyén dolgozik. Hamarosan a barátság szövődik a két szomszéd között, amely érzelmi kapcsolattá válik, s a szubrett bevezeti Briant a szexuális élet rejtelmeibe is.
Fritz, az angol ifjú német barátja ezernyi pénzügyi gonddal küzd. Mindenki előtt titkolja zsidó származását, amit szégyell a kor helyi hangulatát ismerve. Lutheránusként, érdekházasság révén óhajt belépni ebbe a szép világba. Így, amikor Brian angolóráit az igen gazdag iparos leányánál, Natalia Landauernél megkezdi, Fritz megkéri barátját, hogy mutassa be a nőnek. Ám Natalia, nemcsak gazdag, hanem gyönyörű is, a hozományvadász pedig kezd őszintén beleszeretni „prédájába”.
Sally mellékesen ismeri Maximilian von Heunét, a jóképű és elbűvölő, gazdag német arisztokratát. „Max” látszólag udvarol neki, s ő szívesen veszi közeledését. Brian eleinte gyanakvón fogadja ezt a Sally iránt megnyilvánuló érdeklődést, majd hamarosan egyre toleránsabbá válik iránta, később bekapcsolódik a vidám és gondtalan órák hármasban való eltöltésébe. Max nagyvonalúnak, intelligensnek és szórakoztatónak is bizonyul. Miközben pár felhőtlen nap eltöltésére a báró palotájába autóznak, meglátnak a berlini utcán néhány rendőrt és járókelőt, s egy összevert fejű halott férfit, a burjánzó náci erőszak áldozatai közül. Max a társadalmi fensőbbség fölényével oldja fel a feszültséget: az uralkodó osztály, amelyhez tartozik, biztosan nem engedi ezeket a bunkó nemzeti szocialistákat hatalomra – véli. Legföljebb arra fogják használni őket, hogy kiszabadítsák Németországot a bolsevizmus karmaiból, ezzel a „piszkos munkát” helyettük elvégezve. Útban visszafelé, Brian és Max egy fogadóban belecsöppen, egy megnyerő külsejű fiatal egyenruhás fiú spontán előadásába, aki nagy beleéléssel énekli el a „Tomorrow belongs to me”-t mint valódi náci himnuszt. Minden jelenlévő, a hitlerjugendessel az élen; a pincérek, a szállóvendégek, a túrázók bekapcsolódnak, s énekelik kórusban, az ifjút egyre hangosabban kísérve, hogy úgy tűnik, politikai demonstráció alakul ki a náci hitvallás mellett. Brian lesújtva, Max szarkasztikus mosollyal hallgatja őket.
Berlinbe visszatérve – Brian arany cigarettatárcával és kasmír szvetterrel, Sally egy drága szőrmebundával, Max ajándékaival – folytatják mindennapos életüket, a báró által felajánlott Afrika-utazásra készülődve. Kevéssel ezután, Brian, alighogy Max automobilján hazahozták, láthatóan felkavarva, azzal vádolja meg Sallyt, hogy egy ledér nőcske: frivol és könnyelmű, végül is, hogy lefeküdt Maxszal. A lány nem fogadja szívesen, hogy le legyen kötve egy olyan kapcsolatban, ahol nem tehet azt, ami neki tetszik. Bevallja, hogy a báró szeretője, és nem bánta meg, amit tett. Brian viszont bevallja, hogy nem a nő az egyetlen, akivel a jóképű biszexuális bárónak viszonya van: vele is ágyba bújt. Mindketten rájöttek, hogy Max csak arra használta fel trükkjeit, hogy őket az ágyába csalja. Végül pénzt küldött nekik „az együtt töltött szép idők” emlékére. A nácik rajtaütései egyre gyakoribbakká váltak, és már a kabarét is érintették mint „ördögi degenerációk barlangját”. Sally nem tudja, hogy melyiküktől állapotos, de végül az angollal, aki gondoskodna róla és gyermekéről, elhatározzák, hogy elhagyják Berlint és Németországot, hogy Angliában alapítsanak családot. A politikai helyzet egyre nyomasztóbbá válik. Fritz, aki immár szerelmes Nataliába, elhatározza, hogy feleségül kéri a rendszerváltás előestéjén, ami nagy merészség tőle. Megtudván, hogy a lány zsidó, Fritz bevallja neki, hogy ő is az. Összeházasodnak a zsidó vallás szerint, miközben az utcákat ellepi az antiszemita népáradat.
Egy nap Brian, hazatérvén észreveszi, hogy eltűnt Sally bundája. Megérti, hogy Max ajándékát a lány tiltott abortuszra fordítja, nem tudván beleélni magát a háziasszony szerepébe, egy bérlakásocskában, amint kelengyéjét a szomszédasszonyokkal együtt mossa. Sally meggyőzi Briant, hogy az általa választott megoldás a helyes. A fiú hazamegy Angliába, maga mögött hagyva a nőt, közös gyermeküket, azt a Berlint, amely immár nem létezik többé, Max eltűnt ajándékaival. A Kit-Kat füstös és megismételhetetlen levegőjét, mindannyian egy leolvadó freskó főszereplői lesznek, s csak Brian emlékezetében élnek tovább.
|  | Itt a vége a cselekmény részletezésének! |

## Szereplők
| Színész                   | Szerep               | Magyar hang             |
| ------------------------- | -------------------- | ----------------------- |
| Liza Minnelli             | Sally Bowles         | Hernádi Judit           |
| Michael York              | Brian Roberts        | Kaszás Attila           |
| Helmut Griem              | Maximilian von Heune | Hirtling István         |
| Joel Grey                 | Konferanszié         | saját, eredeti hangján  |
| Marisa Berenson           | Natalia Landauer     | Sunyovszky Szilvia      |
| Elisabeth Neumann-Viertel | Schneider kisasszony | Bod Teréz               |
| Ralf Wolter               | Ludwig úr            | Bősze Péter             |
| Fritz Wepper              | Fritz Wendel         | Besenczi Árpád          |
| Helen Vita                | Kost kisasszony      |                         |
| Sigrid von Richthofen     | Mayr kisasszony      |                         |
| Oliver Collignon          | Hitlerjugendes       | Mark Lambert énekhangja |
| További magyar hangok:    |                      |                         |
| Feleki Sári, Spányik Éva. |                      |                         |

## Forgatás
A filmet az ABC Pictures hatmillió dolláros költséggel, Németországban forgatta, 1971 februárjától. A felvételeket Nyugat-Berlinben, Münchenben, az Alsó-Szászországbeli Lübeckben, a Max palotájában zajló jeleneteket pedig a Schloß Eutinben, Schleswig-Holsteinben készítették.
A Cabaret című, John Kander és Fred Ebb által írt dalt Liza Minnelli maga énekelte.

## DVD-kiadások
DVD-n először 1998-ban, majd 2003, 2008 és 2012-ben adták ki.
2012 áprilisában, a Warner Bros., a film bemutatásának 40. évfordulójára digitálisan teljesen felújította a celluloidváltozatot is, de a több mint 10 percnyi technikai hiba miatt Blu-rayen csak 2013. február 5-én jelenhetett meg az amerikai piacon.

## Díjak, jelölések
- Oscar-díj (1973)
  - díj: legjobb rendező: Bob Fosse
  - díj: legjobb női főszereplő: Liza Minnelli
  - díj: legjobb férfi mellékszereplő: Joel Grey
  - díj: legjobb operatőr: Geoffrey Unsworth
  - díj: legjobb díszlet: Rolf Zehetbauer, Hans Jurgen Kiebach és Herbert Strabel
  - díj: legjobb vágás: David Bretherton
  - díj: legjobb hangkeverés: Robert Knudson és David Hildyard
  - díj: legjobb eredeti filmzene: Ralph Burns
  - Jelölés legjobb film: Cy Feuer
  - Jelölés legjobb adaptált forgatókönyv: Jay Presson Allen
- Golden Globe-díj (1973)
  - díj: legjobb filmmusical vagy vígjáték
  - díj: legjobb női főszereplőnek – filmmusical vagy vígjáték: Liza Minnelli
  - díj: legjobb férfi főszereplőnek – zenés film vagy vígjáték: Joel Grey
  - Jelölés legjobb filmrendező: Bob Fosse
  - Jelölés legjobb elsőfilmes színésznő: Marisa Berenson
  - Jelölés legjobb női mellékszereplő: Marisa Berenson
  - Jelölés legjobb forgatókönyv: Jay Presson Allen
  - Jelölés legjobb eredeti filmbetétdal: (Mein Herr): John Kander és Fred Ebb
  - Jelölés legjobb eredeti filmbetétdal: (Money, Money): John Kander és Fred Ebb
- British Academy of Film and Television Arts (1973)
  - díj: legjobb film
  - díj: legjobb rendező: Bob Fosse
  - díj: legjobb női főszereplő: Liza Minnelli
  - díj: legígéretesebb elsőfilmes főszereplő: Joel Grey
  - díj: legjobb operatőr: Geoffrey Unsworth
  - díj: legjobb forgatókönyv: Rolf Zehetbauer
  - díj: legjobb hang: Robert Knudson, David Hildyard és Arthur Piantadosi
  - Jelölés legjobb női mellékszereplő: Marisa Berenson
  - Jelölés legjobb forgatókönyv: Jay Presson Allen
  - Jelölés legjobb jelmeze: Charlotte Flemming
  - Jelölés legjobb vágás: David Bretherton
- National Board of Review Awards (1972)
  - díj: legjobb filmnek
  - díj: legjobb rendezőnek: Bob Fosse
  - díj: Legjobb 10 film
  - díj: legjobb férfi mellékszereplő: Joel Grey
  - díj: legjobb női mellékszereplő: Marisa Berenson
- Kansas City Film Critics Circle Awards (1973)
  - díj: legjobb férfi mellékszereplő: Joel Grey
- David di Donatello-díj (1973)
  - díj: legjobb külföldi rendező: Bob Fosse
  - díj: legjobb külföldi színésznő: Liza Minnelli
- American Cinema Editors (1972)
  - díj: Legjobb vágásért: David Bretherton
- Bodil-díj (1973)
  - díj: Legjobb nem európai film: Bob Fosse
- British Society of Cinematographers (1972)
  - díj: Legjobb operatőr: Geoffrey Unsworth
- Directors Guild of America (1973)
  - Jelölés DGA-díj: Bob Fosse
- National Society of Film Critics Awards (1973)
  - díj: Legjobb férfi mellékszereplő: Joel Grey
- Sant Jordi-díj (1973)
  - díj: Legjobb női főszereplő: Liza Minnelli
- Writers Guild of America (1973)
  - díj: WGA-díj: Jay Presson Allen

## Bibliográfia
Francesco Mismirigo Archiválva 2015. augusztus 1-i dátummal a Wayback Machine-ben, Cabaret, un film allemand, Université de Genève, 1984

## Fordítás
- Ez a szócikk részben vagy egészben  a   Cabaret (film) című olasz Wikipédia-szócikk ezen változatának fordításán alapul.  Az eredeti cikk szerkesztőit annak laptörténete sorolja fel. Ez a jelzés csupán a megfogalmazás eredetét és a szerzői jogokat jelzi, nem szolgál a cikkben szereplő információk forrásmegjelöléseként.